# إيزابيل تشن
إيزابيل تشن (بالفرنسية: Yat Ning Chan)‏ (و. 1979 – م) هي ممثلة، من جمهورية الصين الشعبية، ولدت في هونغ كونغ.

## وصلات خارجية
- إيزابيل تشن على موقع IMDb (الإنجليزية)
- إيزابيل تشن على موقع ميتاكريتيك (الإنجليزية)
- إيزابيل تشن على موقع روتن توميتوز (الإنجليزية)
- إيزابيل تشن على موقع ألو سيني (الفرنسية)
- إيزابيل تشن على موقع أول موفي (الإنجليزية)
- إيزابيل تشن على موقع قاعدة بيانات الفيلم (الإنجليزية)
- إيزابيل تشن على موقع كينوبويسك (الروسية)